# Liverpool River
Der Liverpool River ist ein Fluss im Norden des australischen Northern Territory.

## Geografie
Der Fluss entspringt etwa 20 Kilometer südwestlich der Aboriginessiedlung Malgawa im Westen des Arnhemlandes. Er fließt nach Nordosten und mündet bei der Aboriginessiedlung Maningrida in die Arafurasee. Wegen seines geringen Gefälles im Mittel- und Unterlauf besitzt der Fluss eine breite Flussaue mit vielen Kanälen und Wasserlöchern.

### Nebenflüsse mit Mündungshöhen
Der Fluss hat folgende Nebenflüsse:
- Mann River – 8 m
- Manggabar Creek – 4,5 m
- Muralidbar Creek – 1,5 m
- Tomkinson River – 0 m

### Inseln
In der Mündung, vor Maningrida, befindet sich die unbewohnte Insel Bat Island. Bereits in der Arafurasee, gegenüber der Mündung, liegt die ebenfalls unbewohnte Insel Entrance Island.